# ديفيد ويلسون (لاعب كرة قدم مواليد 1974)
ديفيد ويلسون (بالإنجليزية: David Wilson)‏ هو لاعب كرة قدم ومدرب كرة قدم بريطاني في مركز الدفاع، ولد في 22 فبراير 1974 في كيلوينينغ ‏ في المملكة المتحدة. شارك مع منتخب جبل طارق لكرة القدم. أما مع النوادي، فقد لعب مع أردير ثسل ‏.